# 大内宏友
大内宏友（おおうち ひろとも）は、日本の建築家。建築学者。
一級建築士事務所 大内環境デザイン研究室 主宰。
日本大学生産工学部 建築工学科 教授。
工学博士 (1988年11月 日本大学)。一級建築士。
東京都大田区出身。 
1977年 日本大学生産工学部 建築工学科 卒業。
日本大学大学院 生産工学研究科 博士前期課程 建築工学専攻（建築史研究室）へ進学。
修士課程修了後の1979年から1982年まで 株式会社 連合設計社入社、一級建築士を取得。
1982年-1988年 株式会社 創造社 設計部にて公共施設や海外のプロジェクトも手がける。
その間日本大学大学院 生産工学研究科 博士課程（都市・地域計画）へ。1987年 博士後期課程 単位取得退学。1989年11月　日本大学より工学博士の学位を授与。
1988年 一級建築士事務所 大内宏友建築都市設計事務所（現・一級建築士事務所　大内環境デザイン研究室）創設。
1988年 日本大学生産工学部 勤務。
1992年 日本大学 専任講師 大内研究室開設。
1996年 日本大学 助教授。
2000年-2020年 日本大学 教授。
これまで、
古代ギリシャのアゴラのフラクタル次元解析、
中心市街地の色彩構成と行動特性、
救急医療システムの施設適正配置、
超高層における集合住宅の生命・育成環境の提案、
沿岸漁村地域計画、
江戸東京の歴史的市街地再生計画、
など継続的に防災・減災に関する研究を行いつつ社会に向けた生命環境モデルの提言等も行っている。
設計・計画の成果としては、他国内外の受賞多数。
1977年 日本建築学会主催 全国建築設計競技 「買い物空間」で全国第3位入賞。
1978年 国際建築家連合（以下UIA）世界建築学生競技設計「1-5万人のための行政空間」で フランス建築アカデミー賞 受賞。
1988年 日本建築学会主催　全国建築設計競技 「わが町のウォーターフロント」で 全国第2等1席受賞。
1990年 UIA 若手建築家国際会議「フランス・ペルピニオン市の歴史的市街地の再生」で、ポーランド賞 受賞。
1994年 第1回レック三和住環境デザインコンペ 「都市を彩る街並み提案」で 入選。 
2010年3月 国際設計コンペ：Helping Haiti Restructure―ハイチにおける仮設住居のデザイン― 入賞。
幼稚園から短大までを擁する昭和学院の新キャンパスでは全体計画を手がけ、市川市景観賞を受賞。
教育成果は指導学生が日本建築学会設計競技にて最優秀賞を2度受賞、IFHP国際都市デザイン学生コンペで世界第2位を11回（2003年）,12回（2005年）に受賞している。

## 論文
- CiNii収録論文
- Google Scholar

## 作品
- Oh-Lab｜Architizer
- 千葉の建築家とつくる家
- ART BOX IN JAPAN 現代日本の建築 Vol.2
- ART BOX IN JAPAN 現代日本の建築 Vol.3
- ART BOX IN JAPAN 現代日本の建築 Vol.5